# 김창기 (공무원)
김창기(1967년 3월 24일~)는 대한민국 제25대 국세청장을 지냈다. 

## 학력
- 1989년: 서울대학교 국제경제학과 학사
- 1993년: 서울대학교 경제학 석사과정 수료

## 경력
- 1993년: 제37회 행정고시 합격
- 1994년 4월~1995년 4월: 총무처 수습행정관
- 1995년 5월~1996년 6월: 제주세무서 총무과장
- 1996년 7월~1997년 8월: 제주세무서 부가가치세과장
- 1997년 8월~1998년 8월: 국세청 징세과 행정사무관
- 1998년 8월~1999년 8월: 강서세무서 법인세과장
- 1999년 9월~2001년 8월: 국세공무원교육원 국세교육2과 행정사무관
- 2001년 8월~2007년 2월: 국세청 원천세과 행정사무관
- 2007년 2월~2007년 7월: 국세청 원천세과 서기관
- 2007년 7월~2009년 7월: 일리노이 대학교 유학
- 2009년 7월~2010년 6월: 안동세무서장
- 2010년 6월~2010년 12월: 서울지방국세청 조사2과장
- 2010년 12월~2012년 5월: 국세청 세정홍보과장
- 2012년 5월~2013년 2월: 대통령실 인사기획관실 파견
- 2013년 2월~2013년 10월: 국세청 지하경제양성화팀장
- 2013년 10월~2014년 7월: 서울지방국세청 감사관
- 2014년 7월~2014년 12월: 부산지방국세청 징세법무국장
- 2014년 12월~2015년 12월: 미국 국세청 국외훈련
- 2015년 12월~2016년 12월: 중부지방국세청 징세송무국장
- 2016년 12월~2017년 7월: 중부지방국세청 성실납세지원국장
- 2017년 7월~2018년 7월: 서울지방국세청 조사2국장
- 2018년 7월~2020년 4월: 국세청 감사관
- 2020년 4월~2020년 9월: 국세청 대기발령 (장기휴가)
- 2020년 9월~2021년 1월: 국세청 개인납세국장
- 2021년 1월~2021년 7월: 중부지방국세청장
- 2021년 7월~2021년 12월: 부산지방국세청장
- 2022년 6월~2024년 7월: 제25대 국세청장[1][2][3]